# District de Jablonec nad Nisou
Pour la ville, voir Jablonec nad Nisou.
Le district de Jablonec nad Nisou (en tchèque : okres Jablonec nad Nisou) est un des quatre districts de la région de Liberec en Tchéquie. Son chef-lieu est la ville de Jablonec nad Nisou.

## Liste des communes
Le district compte 35 communes, dont 9 ont le statut de ville (město, en gras) et 1 celui de bourg (městys, en italique) :
Albrechtice v Jizerských horách 
- Bedřichov 
- Dalešice 
- Desná
- Držkov 
- Frýdštejn
- Harrachov  
- Jablonec nad Nisou
- Janov nad Nisou 
- Jenišovice 
- Jílové u Držkova 
- Jiřetín pod Bukovou 
- Josefův Důl
- Koberovy 
- Kořenov 
- Líšný 
- Loužnice 
- Lučany nad Nisou
- Malá Skála 
- Maršovice 
- Nová Ves nad Nisou 
- Pěnčín 
- Plavy 
- Pulečný
- Radčice 
- Rádlo 
- Rychnov u Jablonce nad Nisou
- Skuhrov 
- Smržovka
- Tanvald
- Velké Hamry 
- Vlastiboř 
- Zásada 
- Železný Brod
- Zlatá Olešnice

## Principales communes
Population des dix principales communes du district au 1er janvier 2025 et évolution depuis le 1er janvier 2024 :
| Jablonec nad Nisou           | 46 209 | en stagnation   |
| Železný Brod                 | 6 043  | en diminution   |
| Tanvald                      | 5 970  | en diminution   |
| Smržovka                     | 3 915  | en augmentation |
| Desná                        | 2 999  | en diminution   |
| Rychnov u Jablonce nad Nisou | 2 854  | en diminution   |
| Velké Hamry                  | 2 717  | en diminution   |
| Pěnčín                       | 2 096  | en augmentation |
| Lučany nad Nisou             | 1 941  | en diminution   |
| Janov nad Nisou              | 1 531  | en augmentation |